# Witte dolfijn

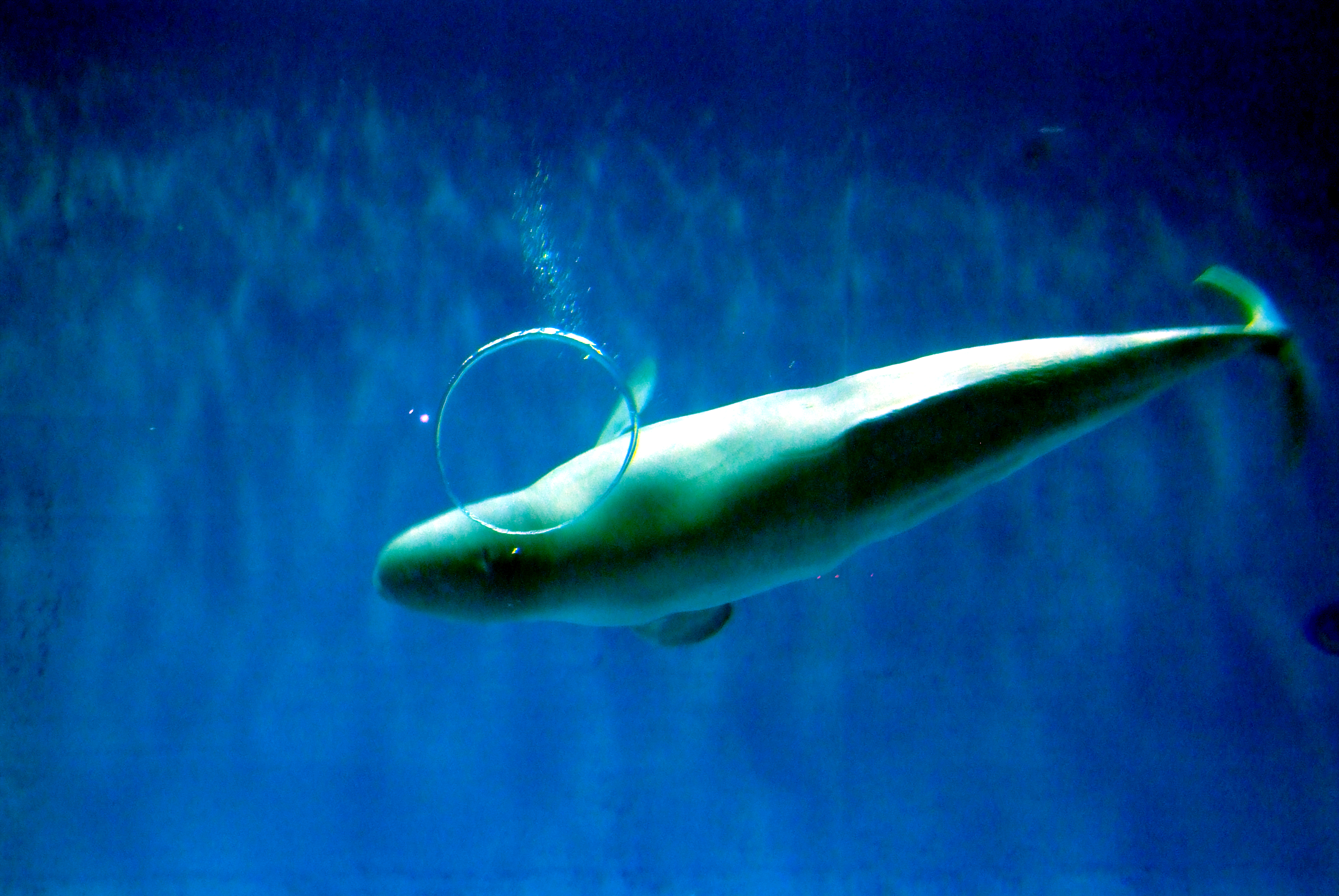
Witte dolfijn die ringvormige "bellen blaast".

De witte dolfijn (Delphinapterus leucas), ook wel beloega of witte walvis genoemd, is een tandwalvis, meer bepaald een grondeldolfijn.
Beloega komt van het Russisch белуха (beloecha), dat een afgeleide is van belaja, wat 'wit' betekent.

## Kenmerken
De witte dolfijn heeft een krachtig lichaam met daarop een kleine afgeronde kop, een korte snuit en op zijn voorhoofd heeft hij een dikke speklaag. Naast hun geheel witte of grijze kleur is voor deze soort kenmerkend dat hij in tegenstelling tot de meeste andere walvissoorten een buigzame nek heeft, zodat hij kan knikken en zijn hoofd kan draaien. Op de plek van de rugvin is alleen maar een rugplooi te zien. De bovenkaak is uitgerust met 8 tot 11 paar tanden en de onderkaak met 8 tot 9 paar.
De witte dolfijn wordt maximaal zeven meter lang en 2000 kg zwaar en bereikt een leeftijd van 30 tot 40 jaar. Vrouwtjes zijn doorgaans 3 tot 4,1 m lang en 400 tot 1000 kg zwaar, mannetjes 4 tot 5,5 m lang en 1000 tot 1.500 kg zwaar.
Witte dolfijnen leven in kleine groepen van twee tot vijftien dieren. Groepjes bestaan uit vrouwtjes met jongen of uit uitsluitend mannetjes.

## Voedsel
Witte dolfijnen jagen in ondiep water in kleine scholen op vis, inktvissen en kreeftachtigen. Naast het gebruikelijke vlees en traan, wordt de witte dolfijn ook bejaagd om zijn huid, die tot leer verwerkt kan worden. Ze kunnen tot 800 meter diep duiken.

## Voortplanting
Het 1,5 meter lange jong, geboren na een dracht van 14 tot 15 maanden, is grijs van kleur, maar de volwassen witte dolfijn is bijna helemaal melkwit.

## Verspreiding
De soort komt voornamelijk voor in de arctische en subarctische zeeën. In Europa ligt hun zuidgrens boven in Noorwegen, maar incidentele waarnemingen in de Noordzee zijn gedocumenteerd.
In mei 1966 zwom vanuit Nederland een beloega de Rijn op tot Bonn. Deze witte dolfijn kreeg de naam Moby Dick en wist op eigen kracht weer terug te zwemmen naar open zee.
Begin augustus 2022 werd een beloega gespot in de Seine, tussen Parijs en Het Kanaal. De beloega zwom een achttal dagen rond in de rivier en gaf een verzwakte indruk, alvorens te sterven tijdens een grote reddingsoperatie om het dier terug te brengen naar open zee.

## Geluid
Beloega's kunnen een relatief groot aantal geluiden uitbrengen. Bij een exemplaar in gevangenschap werd vastgesteld dat hij menselijke geluiden probeerde na te bootsen.